# Temple de Sullens
Le temple de Sullens est un temple protestant situé dans la commune commune de Sullens, en Suisse. La paroisse est membre de l'Église évangélique réformée du canton de Vaud.

## Histoire
L'église est tout d'abord dédiée à l'apôtre Pierre. Elle devient un temple, annexe de celui de Cheseaux lors de la Réforme protestante en Suisse. Sous domination bernoise au XVIIe siècle, le bâtiment est reconstruit ; sa nef est rehaussée avec un second étage, éclairé par des fenêtres ovales, et utilisé comme grenier. Il est ensuite restauré à plusieurs reprises : à la fin du XIXe siècle (intérieur et extérieur), en 1970 (intérieur) et encore entre 2000 et 2008 (extérieur).
Le bâtiment est inscrit comme bien culturel suisse d'importance régionale.